# Rozvíjíme Hradec
ROZVÍJÍME HRADEC (zkratka RH) je české politické hnutí oficiálně zaregistrované 17. června 2022. Hnutí působí především v Hradci Králové.

## Vedení hnutí
Předsedou hnutí je od července 2022 Jan Holásek, místopředsedou je od března 2023 Petr Nebeský a pozici člena předsednictva hnutí vykonává od března 2023 Michal Skaunic.

## Účast ve volbách

### Volby do zastupitelstev obcí

#### Rok 2022
Ve volbách do zastupitelstev obcí v roce 2022 hnutí kandidovalo do Zastupitelstva Hradce Králové na kandidátce subjektu „ROZVÍJÍME HRADEC – NOVÁ HRADECKÁ OBČANSKÁ KANDIDÁTKA“ (tj. RH, nezávislí kandidáti a dva členové VPM). Kandidátka získala 75 186 hlasů (tj. 7,19 %) a tři mandáty v 37členném zastupitelstvu. Po volbách se hnutí stalo součástí nové koalice, kterou utvořil Hradecký demokratický klub s TOP 09, ODS, Piráty, hnutím RH a Změnou pro Hradec a Zelenými. Ilona Dvořáková z hnutí RH se následně stala náměstkyní primátorky Pavlíny Springerové pro kulturu a cestovní ruch.
V květnu 2023 však došlo k vypovězení koaliční smlouvy mezi hnutím RH a zbylými subjekty. Novou koalici poté utvořili HDK a TOP 09, ODS, Piráti, Změna pro Hradec a Zelení a tři zastupitelé zvolení za hnutí RH a za hnutí ANO.

### Volby do zastupitelstev krajů

#### Rok 2024
Ve volbách do zastupitelstev krajů v roce 2024 hnutí RH kandiduje do Zastupitelstva Královéhradeckého kraje v rámci koalice „HLAS samospráv“ (tj. SOCDEM, RH a SproK). Lídrem kandidátky je bývalý hejtman Královéhradeckého kraje Jiří Štěpán ze SOCDEM.

## Volební výsledky

### Zastupitelstva obcí
| Volby | Mandáty | Mandáty |
| Volby | Zvoleno | ±       |
| ----- | ------- | ------- |
| 2022  | 3/61780 | ▲3      |

### Zastupitelstva krajů
| Volby | Kraj            | Kandidátní listina                 | Hlasy  | Hlasy | Mandáty | Mandáty |
| Volby | Kraj            | Kandidátní listina                 | Celkem | %     | Mandáty | Mandáty |
| Volby | Kraj            | Kandidátní listina                 | Celkem | %     | Zvoleno | ±       |
| ----- | --------------- | ---------------------------------- | ------ | ----- | ------- | ------- |
| 2024  | Královéhradecký | HLAS samospráv (SOCDEM, RH, SproK) | 10 324 | 7,05  | 0/45    | ▬ 0     |